# Canto ambrosiano

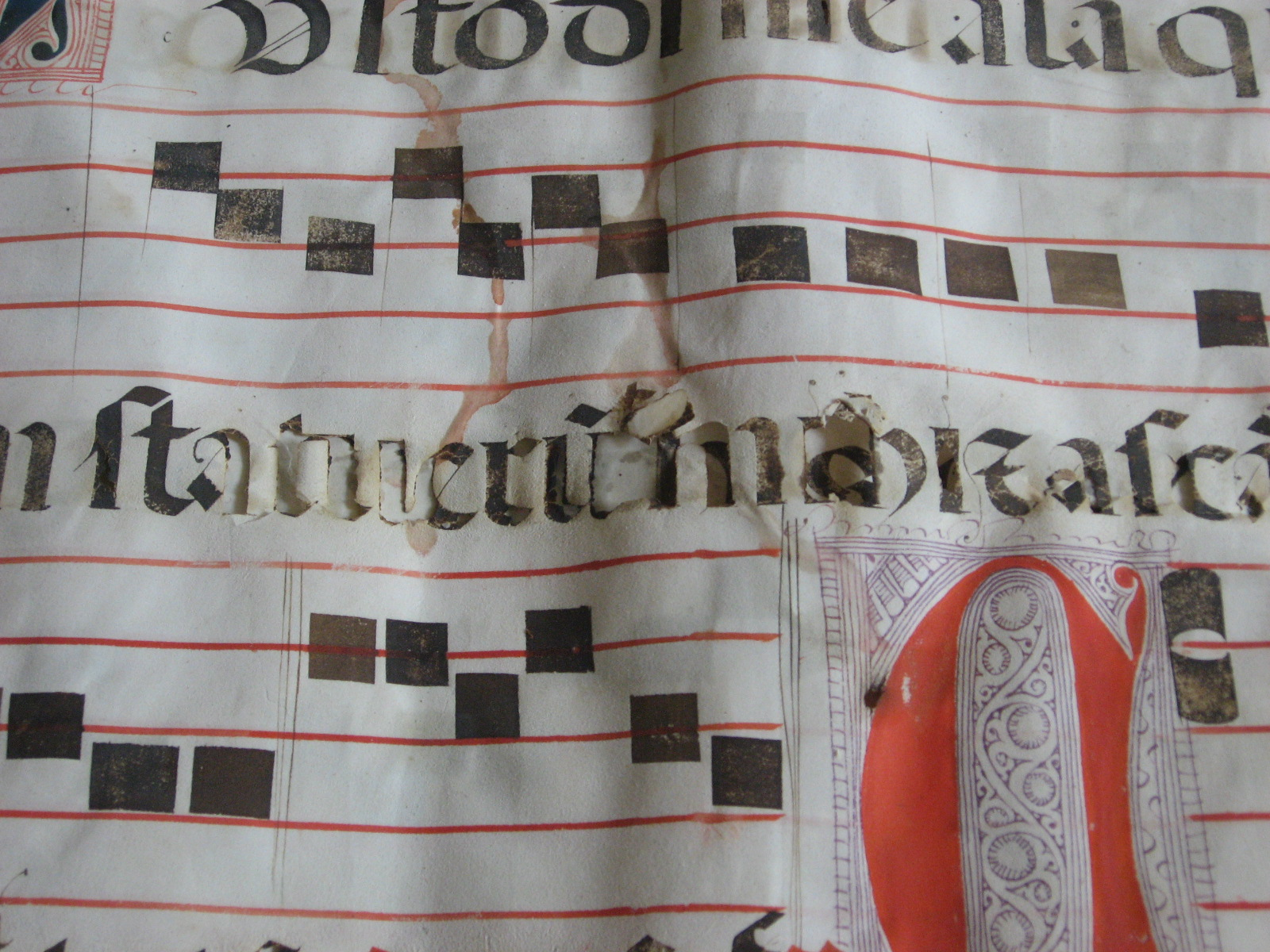

O canto ambrosiano ou canto milanês é um cantochão próprio do rito ambrosiano da Igreja Católica: está para o rito milanês assim como o canto gregoriano está para o rito romano. É primariamente relacionado à Arquidiocese de Milão e nomeado devido a Santo Ambrósio. Com o canto gregoriano, é o único cantochão tradicional a ter, atualmente, sanção oficial da Igreja Católica.

## História
Com o tempo, a liturgia milanesa se desenvolveu até tornar-se o rito Ambrosiano; do mesmo modo, o canto ambrosiano se desenvolveu atendendo as necessidades particulares deste rito. Cerca do século VIII, o canto milanês tornou-se oficial e ordinário do Norte da Itália. Entre os séculos VIII e XIII os cantochões rituais ocidentais passaram a ceder lugar ao canto gregoriano de tal maneira que, cerca do século XII, os cantos moçárabe, galicano, beneventino (próprio do sul da Itália) e romanos primitivos foram totalmente suprimidos. Somente o canto Ambrosiano sobreviveu. Segundo uma crónica do historiador milanês Landolphus, no início do segundo milênio havia uma lenda segundo a qual dois Sacramentários, um gregoriano e um ambrosiano, foram colocados sobre o altar para ver qual canto tinha aceitação divina; miraculosamente, ambos abriram simultaneamente, mostrando que os dois são igualmente aceitáveis e dignos.
Todavia, o canto Ambrosiano não escapou totalmente da influência Gregoriana. Sobrevive até o Concílio Vaticano II restrito à Arquidiocese de Milão, parte da Lombardia e da diocese suíça de Lugano. Com a atual liberdade litúrgica, pode ser utilizado quando da celebração da Missa Romana, segundo o missal de Paulo VI (previamente, Cardeal Arcebispo de Milão).

## Características gerais

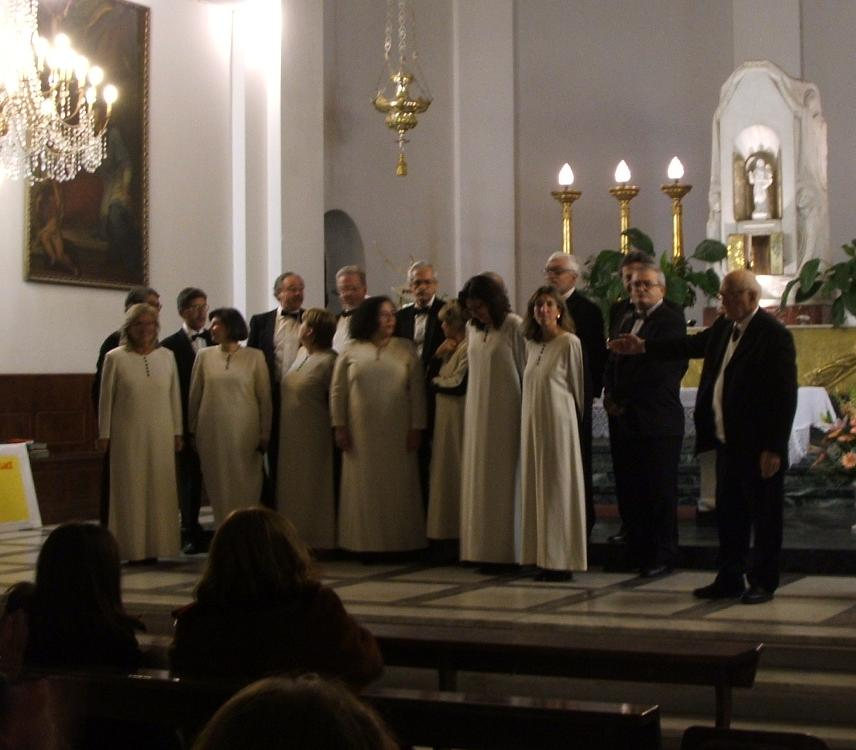

Como qualquer cantochão, o canto Ambrosiano é monofônico e acappella. De acordo com a tradição, é próprio para a voz masculina, de tal modo que vários têm o cantor especificado, por exemplo com a frase cum Pueris (por um coro de meninos) ou a Subdiaconis (pelo subdiácono).
Em relação ao gregoriano, o canto ambrosiano é mais variado em comprimento, ambitus e estrutura.

## Cantos do Ofício Divino

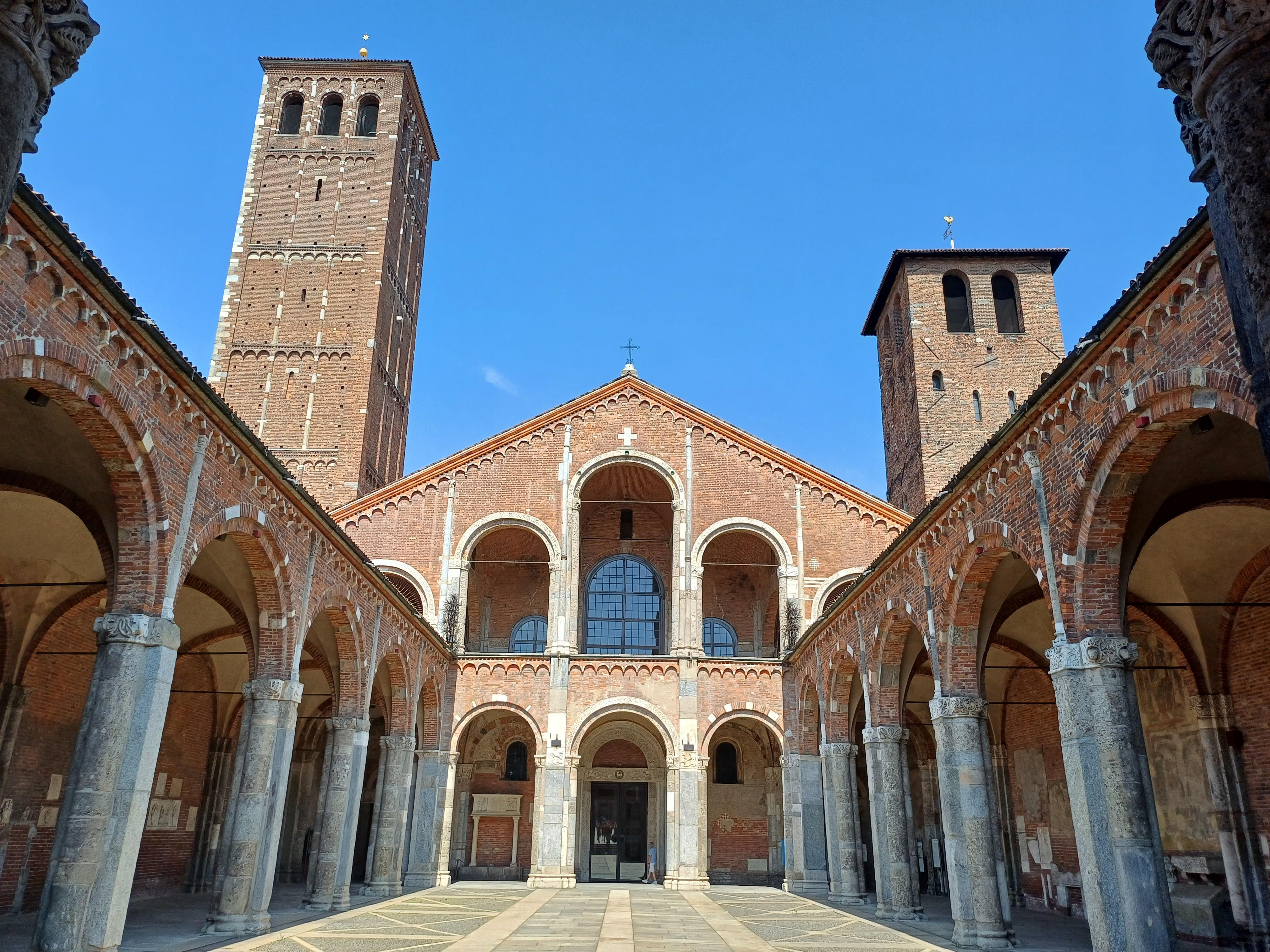
Basilica de Santo Ambrósio

As horas menores são de pequeno interesse musical, os principais cantos são das Laudes, Vésperas e Completas. Os salmos são cantados nas Laudes e Vésperas de tal maneira que todos os 150 são cantados a cada duas semanas. O sistema de tons dos salmos no canto ambrosiano difere bastante do sistema gregoriano.
Alguns hinos vesperais são o Psallendae e a Antiphonae in choro.  Psallendae compreende a maior categoria de cantos da Liturgia das Horas Ambrosiana.